# 草脫淨
草脫淨（亞脫淨，ATR）是一種三嗪類除草劑，在多國廣泛使用。屬於持久性有機污染物，因污染問題在2004年已經被歐盟禁止使用。中国大陆地区使用“莠去津”作为产品名称。

## 性質
無色粉末。中性及弱酸鹼介質中較安定、強酸鹼中水解。

## 污染
草脫淨不易分解，美國有毒物質及疾病登記署就指出草脫淨會從土壤中被沖刷到溪流或地下水中，會在水中殘留相當長的時間。草脫淨对人体有很多副作用，包括体重骤减、心脏及泌尿系统紊乱。